# Qixifesten

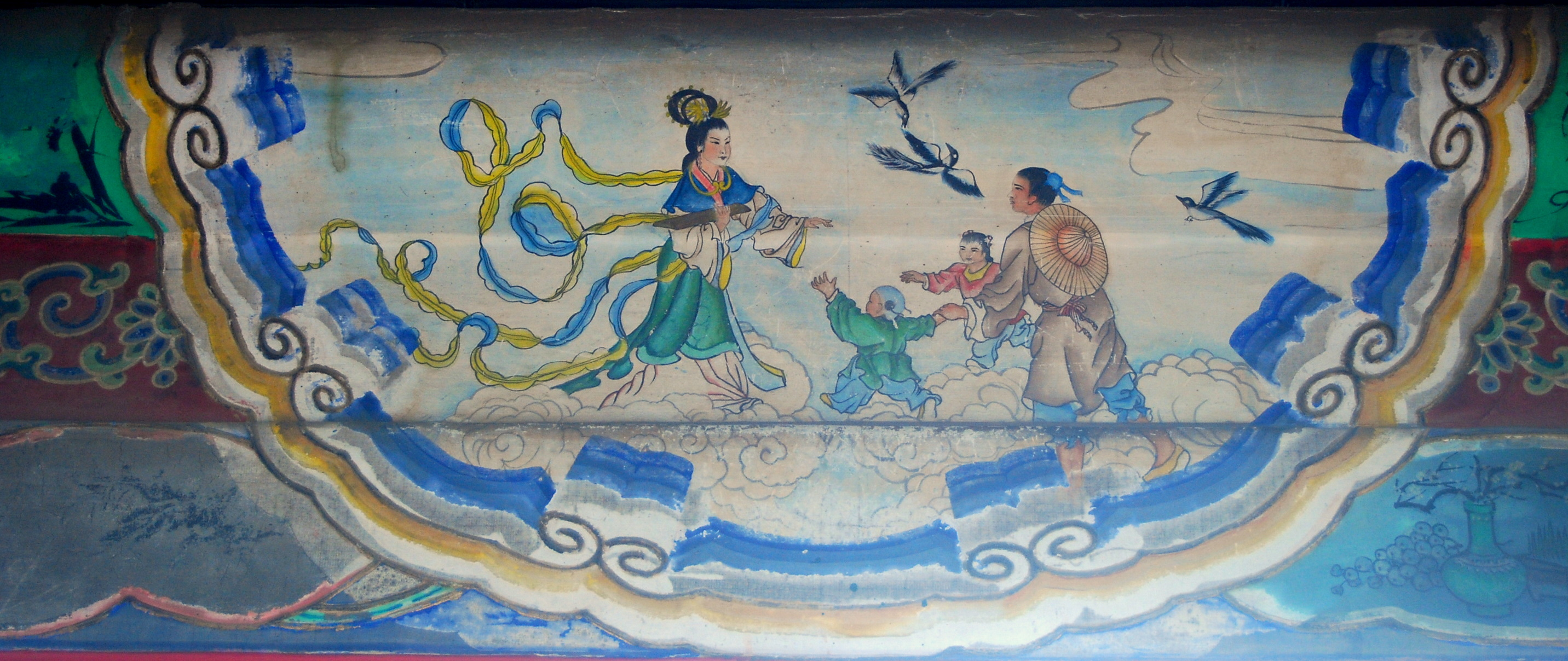
Zhinü och Niulang.

Qixifesten (七夕; Qīxī) eller Dubbelsjufesten eller Kinesiska alla hjärtans dag är en traditionell kinesisk högtid som firas på sjunde dagen i den sjunde månaden enligt den kinesiska månkalendern. Under högtiden firas det årliga mötet mellan en väverska och en koherde enligt en traditionell sägen. Qixifesten kan liknas vid Alla hjärtans dag.
Högtiden firas genom att ge kärleksgåvor, som till exempel blommor eller choklad, till den man är kär i. Par brukar arrangera romantiska middagar eller biobesök.

## Sägnen
Sägnen om väverskan (织女; Zhīnǚ) och koherden (牛郎; Niúláng) är en klassisk kinesisk saga som nämndes för första gången i Shiji av Sima Qian som skrevs runt år 100 f.Kr.. Historien nämndes också i Nitton klassiska poem som liksom Shiji är från Handynastin (206 f.Kr.–220).
Enligt den äldre sägnen bodde den himmelske kejsarens dotter Zhinü öster om vintergatan där hon arbetade med att väva kläder. Hon gifte sig med en koherde, Niulang, som bodde väster om vintergatan. Efter bröllopet slutade hon att väva, vilket gjorde den himmelske kejsaren rasande. Kejsaren tvingade därför väverskan att väva kläder varje dag och bara träffa sin man en dag per år.
En modernare variant av historien är att en fattig koherde och en fattig väverska blev kära. Väverskan blev bortförd av den himmelske kejsaren och koherden blev ensam kvar på jorden. När herdens enda ko dog använde herden kons hud för att ta sig till himmelen och förenas med sin kärlek. Dock kunde han bara göra detta en gång om året, vilket var den sjunde dagen i den sjunde månaden.
Det finns många ytterligare varianter av historien.

## Datum
Qixifesten 2024 infaller den 10 augusti.